# Branko Mamula
Branko Milan Mamula (serbokroatisch-kyrillisch Бранко Милан Мамула; * 30. Mai 1921 in Slavsko Polje, Gemeinde Vrginmost, Jugoslawien; † 19. Oktober 2021 in Tivat) war ein jugoslawischer Admiral und Politiker.

## Leben
Mamula trat 1942 der Kommunistischen Partei Jugoslawiens bei. Ab Juni 1978 gehörte er dem Zentralkomitee der Partei an. Von Juli 1979 bis Mai 1982 war er Generalstabschef der Jugoslawischen Volksarmee. Danach war er von Mai 1982 bis Mai 1988 Verteidigungsminister in den Regierungen von Milka Planinc und Branko Mikulić. Seit Mitte der 1990er Jahre lebte er in Montenegro, dessen Staatsbürgerschaft er 2009 erhielt.
Er starb am 19. Oktober 2021 im Alter von 100 Jahren an einer COVID-19-Erkrankung.

## Veröffentlichungen
- Mornarice na velikim i malim morima (Flotten in den großen und kleinen Meeren), 1975
  - englische Übersetzung: Navies at High and Narrow Seas, 1978
- Savremeni svijet i naša odbrana (Die Welt von heute und unsere Verteidigung), 1985
  - englische Übersetzung: The contemporary world and our defence, 1986
- (mit Raif Dizdarević und Milutin Civić): La Yougoslavie et le desarmement, 1986
- Odbrana malih zemalja (Die Verteidigung kleiner Staaten), 1988
  - englische Übersetzung: Small countries' defence, 1988
- Slučaj Jugoslavija (Der Fall Jugoslawien), 2000, ISBN 86-495-0120-6
  - 2. erweiterte Aufl. 2014, ISBN 978-86-83517-81-7
- Rat u novom stoleću. Sukobi i vojske u savremenom svetu (Krieg im neuen Jahrhundert. Konflikte und Armeen in der Welt von heute), 2018, ISBN 9788660300043